# Vsevolod I. Kijevski
Vsevolod Jaroslavič ali Vsevolod I. Kijevski (starovzhodnoslovansko Всеволодъ Ꙗрославичь), kijevski veliki knez, * 1030, 13. april 1093.
Vsevolod I. je postal kijevski veliki knez šele po smrti starejših dveh bratov, leta 1078. Čeprav je bil razumen in izobražen vladar, je naredil napako, ko se je po bratovi smrti polastil njegove Černigovske kneževine in s tem v rodbini zanetil spor, ki je v naslednji generaciji pripeljal do državljanske vojne. Bil je oče Vladimirja Monomaha.

## Vladavina dveh starejših bratov
Ob smrti Vsevolodovega očeta, Jaroslava Modrega, je bilo živih še pet njegovih sinov. Izjaslav je upravljal najpomembnejše kneževine: Kijev, Novgorod in Turov. Svjatoslav je vladal v Černigovu, Vsevolod v Perejaslavlu, Rostovu, Suzdalju in ob Belem jezeru, Igor v Volinski in Vjačeslav v Smolenski kneževini.
Jaroslav Modri je prestol zapustil najstarejšemu sinu, Izjaslavu (vladal 1054-73 in 1076-78), ostale brate pa je pozval naj bodo složni in naj za vladarja vedno priznavajo najstarejšega med njimi. Slednje so starejši in gospodarsko močnejši trije bratje med seboj spoštovali (anali jih imenujejo "triumvirat"), mlajša dva, ki sta posedovala manj pomembne pokrajine, pa so odrinili; Igorju so celo odvzeli njegovo Volinijo in ga prestavili v Smolensk.
Do leta 1068 so se trije bratje složno borili proti turškim plemenom, ki so vdirala v Kijevsko Rusijo, in proti upornim ruskim knezom. Tedaj pa so Kumani vdrli globoko v kijevsko državo in ob reki Alti (desni pritok reke Trubež) premagali vojsko treh knezov. Kumani so se tedaj prvič pojavili kot vojaška sila, ki je kasneje večkrat igrala pomembno vlogo v medsebojnih razprtijah ruskih knezov.
Po porazu sta se Svjatoslav in Vsevolod umaknila vsak v svojo kneževino. V Kijevu je mestni svet zahteval od Izjaslava, da zbere novo vojsko in nadaljuje boj s Kumani. Izjaslav je zahtevo odklonil in prišel v tako hud spor z meščani, da je moral pobegniti k poljskemu kralju Boleslavu Drznemu, katerega stric je bil. Vrnil se je s poljsko vojsko, zatrl upor in, kljub svarilu Svjatoslava in Vsevoloda, kruto kaznoval upornike: kakih sto jih je dal usmrtiti, še veliko več oslepiti. Ker ni imel svoje vojske, se je še naprej opiral na Poljake; njegova garda je bila sestavljena iz samih Poljakov. Del meništva mu je zameril naklonjenost katolištvu (poročen je bil s Poljakinjo). Meščani mu niso mogli odpustiti strogega kaznovanja. Tudi brata sta podprla meščane in leta 1073 je Izjaslav ponovno zbežal v tujino. Pomoč je iskal pri nemškem cesarju Henriku IV. in kasneje pri papežu Gregorju VII.
Prestol kijevskega velikega kneza je zavzel černigovski knez Svjatoslav (1073-76). Del meništva pa je še naprej ostal naklonjen Izjaslavu in po Svjatoslavovi smrti se je Izjaslav ponovno vrnil na oblast. Vsevolod se je s tem strinjal, saj mu je Izjaslav podelil Černigovsko kneževino, ki je dotlej pripadala Svjatoslavu. Temu sta se uprla Svjatoslavov sin Oleg in Vjačeslavov sin Boris, poklicala na pomoč Kumane in zavzela Černigov. Tedaj je Izjaslav s Poljaki priskočil Vsevolodu na pomoč in ponovno so zavzeli Černigovsko kneževino; pri tem pa sta Izjaslav in Boris v boju padla (1078). (Boj za Černigovsko kneževino s tem ni bil končan; nadaljeval se je z državljansko vojno dvajset let kasneje.)
Šele sedaj je Vsevolod prišel na položaj kijevskega velikega kneza.

## Vladanje Vsevoloda I.
Vladavina Vsevoloda I. (1078-93) je minila brez večjih pretresov in vojaških spopadov. Bil je izredno izobražen vladar, za katerega se ve, da je govoril pet tujih jezikov. Imel je mnogo mednarodnih povezav in družinskih vezi. Že leta 1046 ga je oče poročil z Anastazijo, sorodnico bizantinskega cesarja Konstantina IX. Monomaha. Z njo je imel sina Vladimirja Monomaha, ki se je razvil v odločnega vojskovodjo, kateremu je oče prepuščal poveljevanje vojske in mu dal v upravljanje Černigovsko kneževino. Vsevolod in Anastazija sta imela tudi hčerko Janko, ki je z meniškim imenom Ana (†1112) postala predstojnica v Andrejevskem samostanu v Kijevu.
Po smrti prve žene (1067) se je Vsevolod I. poročil s kumansko princeso Ano (†1111). Njun sin Rostislav (1070-1093), knez Perejaslavlja, je utonil po bitki s Komani v reki Stugna, njuno hči Evpraksijo (1069/1071-1109) pa je oče poročil z mejnim grofom saške Severne marke Henrikom I. von Stadeom; ko ji je mož umrl, se je poročila z nemškim cesarjem Henrikom IV.
Zaradi svoje progrške usmerjenosti Vsevolod I. ni imel dobrih odnosov z rusko pravoslavno cerkvijo. Kot ravnotežje kijevski Pečerski lavri je v Kijevu ustanovil Vidubicki samostan.
Vsevolod je v zadnjih letih življenja, ko je bil že bolan, državne posle prepustil sinu Vladimirju Monomahu.
Vsevoloda I. je na položaju kijevskega velikega kneza nasledil njegov nečak Svjatopolk II. Izjasljavič (1093-1113), tega pa Vsevolodov sin Vladimir Monomah (1113-25).